# رسول أباد (معصومية)
رسول أباد (بالفارسية: رسول‌آباد) هي قرية تقع في إيران في قسم معصومیة الريفي. يقدر عدد سكانها بـ 20 نسمة .